# Neun Deutsche Arien
Die Neun Deutschen Arien (HWV 202–210) sind ein Werk des Barock-Komponisten Georg Friedrich Händel (1685–1759) aus den Jahren 1724–1727. Neun schlicht anmutende Da-capo-Arien für eine Solostimme, ein begleitendes Melodie-Instrument und Basso continuo folgen einander:
- 1.  Künft’ger Zeiten eitler Kummer
- 2.  Das zitternde Glänzen der spielenden Wellen
- 3.  Süßer Blumen Ambraflocken
- 4.  Süße Stille
- 5.  Singe, Seele, Gott zum Preise
- 6.  Meine Seele hört im Sehen
- 7.  Die ihr aus dunklen Grüften den eitlen Mammon grabt
- 8.  In den angenehmen Büschen
- 9.  Flammende Rose, Zierde der Erden

Schon die Titel verraten, dass Händel – berühmt als Schöpfer prunkvoller Opern und Oratorien – hier einen Ausflug in den Bezirk des intimeren Vortrags und in die Welt der Geisteshaltung des Früh-Pietismus unternimmt.
1727 lebte Händel schon seit sechzehn Jahren in London, wo er bis dahin vornehmlich als Komponist gefeierter italienischer Opern aus dem heroischen Genre und pompöser Gelegenheitsmusik hervorgetreten war. Von 1703 bis 1706 (noch vor seiner Bekanntschaft mit Italien) hatte er in Hamburg gelebt und geschaffen.
Von dem Hamburger Dichter Barthold Heinrich Brockes übernahm er nun die stillen, empfindsamen Texte, die weder italienisch noch wie Händels spätere Oratorien in Englisch waren, sondern in seiner Muttersprache. Sie entstammen Brockes’ Gedichtsammlung Irdisches Vergnügen in Gott, die 1721 erschienen war. Ihre zärtliche, genügsame, unprätentiöse Stimmung verstand Händel mit derselben Meisterschaft in Musik auszudrücken wie die tosenden Leidenschaften oder virtuosen Rührseligkeiten seiner anderen Werke.
Sowohl die Texte als auch Händels Vertonung stehen dabei charakteristisch an der Wende vom Barock im engeren Sinne hin zum Zeitalter der Aufklärung, bzw. dessen erster Phase, der Empfindsamkeit:
Der Mensch entdeckt in der in sich ruhenden Schönheit der Natur die Spur Gottes und dankt dem Schöpfer mit Lob und Preis, mal heiter-fröhlich, mal innig-kontemplativ. Die zufrieden beruhigte Tönung der Gemütsverfassung verdankt sich zu gleichen Teilen ihrer Beheimatung in einem obrigkeitlich regierten, bürgerlichen Milieu, wie dem zeitgenössischen Gedanken von der besten aller möglichen Welten.
All dies lässt für eher bescheidene Verzierungen der Gesangslinie, und auch nur im A'-Teil der A–B–A'-Form, Raum.
Die ungewöhnlichen Neun Deutschen Arien sollten in Händels Werk auch nach 1727 isoliert bleiben, bald wandte sich der Komponist wieder mehr publikumswirksamen Großformen zu.

## Aufnahmen (Auswahl)
Es liegen Interpretationen sowohl für weibliche (z. B. von Adele Stolte) als auch männliche (z. B. Hermann Prey) Singstimmen vor. Deren instrumentale Begleitung wechselt, wie es zeitüblich war, vielfach von Violine über Flöte und Oboe mit Fagott oder Gambe und Cembalo.

- Catarina Ligendza, Thomas Brandis (Violine), Karlheinz Zöller (Flöte), Peter Ligendza (Oboe), Colin Tilney (Cembalo), Hans Lembke (Fagott), Ottomar Borwitzky (Violoncello),  Rainer Zepperitz (Kontrabass), Deutsche Grammophon, 1977
- Arleen Augér, Berlin Classics 1995
- Dorothea Röschmann, Akademie für Alte Musik Berlin. Harmonia Mundi, 2000
- Emma Kirkby, London Baroque. BIS, 2006.
- Carolyn Sampson, King’s Consort. Hyperion, 2006.
- Monika Mauch, L’arpa festante und Rien Voskuilen. Carus, 2008.
- Nuria Rial, Austrian Baroque Company, Michael Oman. Deutsche Harmonia Mundi, 2008.